# Aptera 2 Series
El Aptera 2 Series (anteriormente Aptera Typ-1) era un automóvil de pasajeros de tres ruedas de alta eficiencia diseñado por Aptera Motors, que no logró llegar a la producción.
El primer modelo de la Serie 2 programada para la producción fue el Aptera 2e (antes Typ-1e), un vehículo eléctrico de batería anunciado a finales de 2008. El 2e aceleraría de 0 a 60 millas por hora (96,6 km/h) en 6,3 segundos y tendría una velocidad máxima de 90 millas por hora (144,8 km/h). Un modelo posterior habría sido el Aptera 2h (anteriormente Typ-1h), un vehículo eléctrico híbrido enchufable. Según Aptera, el rango de precios esperado de la Serie 2 era de entre 16.000 y 32.000 libras.
Un Aptera 2 hizo una breve aparición en la película de 2009 Star Trek.
La compañía dispuso la posibilidad de recibir pedidos anticipados para los residentes de California, pero dejó de recibir depósitos en julio de 2011. El 12 de agosto de 2011, Aptera anunció que devolvería todos los anticipos de los clientes que se habían inscrito para comprar un automóvil.
En 2019, Aptera Motors fue reorganizada por los fundadores originales, Chris Anthony y Steve Fambro, y comenzó a desarrollar un vehículo eléctrico solar muy revisado, el Aptera 3, con un alcance de 1600 km.

## Diseño y consumo de combustible
La Serie Aptera 2 fue diseñada para ser un vehículo de bajo consumo energético. Las primeras estimaciones de su consumo de energía fueron tan bajas como 80 vatios-hora/milla a 55 mph. Estimaciones posteriores se cifraron en 200 Wh para conducción agresiva. La compañía declaró en septiembre de 2009 que "si Aptera recibiera una calificación oficial de la EPA [la cifra de eficiencia de combustible asignada a todos los automóviles por el gobierno federal de los Estados Unidos], sería de 851 mpg", lo que sugiere que es 2,2 veces más eficiente que el Nissan Leaf. La Serie Aptera 2 tiene un coficiente de arrastre Cx=0,15, mejor que el del General Motors EV1 (poseedor de un Cx récord de 0,19) y que el Mercedes-Benz Clase E Cupé 2010 (el más bajo en su momento para un automóvil producido en serie, con Cx=0,24). La forma atípica del Aptera es el resultado de una estudiada optimización en un túnel de viento virtual, siguiendo los diseños de Alberto Morelli. Disponía de limpiaparabrisas integrados y de neumáticos de baja resistencia a la rodadura.
El primer prototipo alcanzó un coeficiente de arrastre CX=0,11 mediante el uso de un sistema de cámara retrovisora "Eyes Forward" ("Ojos hacia adelante") en lugar de espejos laterales, evitando la resistencia al aire de estos elementos. Una publicación informativa sobre el Aptera de septiembre de 2008 mostraba una versión del automóvil con un espejo convencional del lado del conductor y sin cámara de visión trasera del lado del pasajero. El directivo de Aptera, Steve Fambro, declaró que el sistema se simplificó para hacer uso de una sola cámara montada cerca de la parte superior del vehículo.
El diseño de la carrocería era similar al vehículo "Fusion" de propulsión humana de Pegasus Research Company (1983) y al MIT Aztec, pero la inspiración directa fue el Volkswagen XL1.
El Aptera 2 Series era un vehículo de tres ruedas con tracción delantera. El 23 de marzo de 2010, pteraa nunció sel so de una transmisión BorgWarner eGearDrive 31-03 para el tren de transmisión 2e. Un comunicado de prensa del 14 de abril de 2010 anunció más proveedores: A123 Systems para las baterías de fosfato de hierro y litio (LiFePO4) de 20 kWh y de Remy International para el motor eléctrico HVH250 de 82 kW.
Se anunció una autonomía en autopista de alrededor de 100 millas (160,9 km) con dos pasajeros y algo de equipaje. Planearon ofrecer un sistema de carga compatible con el estándar SAE J1772, ya fuese a 110 o 220 V.

### Serie híbrida enchufable
Uno de los primeros diseños del Aptera 2h utilizaba un p"equeño" otor de gasolina de inyección refrigerado por agua con retroalimentación de oxígeno de circuito cerrado y convertidor catalítico", junto con un motor generador de 12 kW. Con una capacidad de depósito de "hasta cinco galones" (5 galones americanos (18,9 L)), el Aptera 2h tendría una autonomía de 600 a 700 mi (970 a 1130 km), en comparación con las 120 millas (190 km) del Aptera 2e. El 2h habría sido un híbrido en serie: el motor de explosión no estaría conectado a la transmisión, sino que se usaría exclusivamente para recargar las baterías.
Al igual que con cualquier híbrido enchufable, el ahorro de combustible del Aptera 2h dependería de la duración del viaje y de la carga de la batería. Para viajes de menos de 50 millas (80,5 km) después de una recarga completa, es posible que el motor de explosión no necesite encenderse, lo que genera aproximadamente el mismo consumo de energía que el modelo eléctrico puro – 96 vatios-hora/milla. Si, por otro lado, el automóvil nunca estuviera enchufado, el Aptera 2h obtendría 130 millas por galón americano (1,8 L/100 km). Aptera Motors declaró 300 millas por galón americano (0,8 L/100 km), lo que se traduce en 120 millas (193,1 km) de viaje después de una carga completa. Se justificó este alcance afirmando que el 99% de los estadounidenses conducen menos de 120 millas (193,1 km) diariamente.

## Seguridad
Debido a que la Serie Aptera 2 tenía solo tres ruedas, la mayoría de los estados estadounidenses clasifican el vehículo como una motocicleta. Esto significa que las pruebas de seguridad y emisiones no son obligatorias, como lo son para los automóviles de cuatro ruedas.
A pesar de esto, Aptera Motors enfatizó que la seguridad tenía una alta prioridad en el diseño del vehículo. Se realizaron pruebas de choque simuladas utilizando el software Abaqus FEM, pruebas de aplastamiento en componentes estructurales, y se estaban planeando pruebas de choque reales antes de la producción. El Aptera 2e presentaba una celda de seguridad para pasajeros inspirada en la Fórmula 1 y estructuras compuestas de núcleo de espuma tipo sándwich. La distancia de deformación frontal era de 45 pulgadas (1143,0 mm), bastante grande para un vehículo de su tamaño. Como la carrocería estaba situada por encima de los parachoques de la mayoría de los coches, la defensa de un vehículo que chocara con un Aptera pasaría por debajo de la carrocería de este último, desviando la energía. A pesar de su altura, la colocación en la parte inferior del coche de las pesadas baterías permitió mantener el centro de masa del Aptera 2 Series muy bajo, un diseño similar al altamente estable Commuter Cars Tango. También disponía de cinturones de seguridad con airbag para el conductor y el pasajero.

## Accesorios e interior
El modelo de intención de diseño, revelado el 14 de abril de 2010, sentaba a dos adultos, tenía ventanas eléctricas, portavasos y 23 pies cúbicos (0,7 m³) de volumen del maletero. Utilizaba faros y luces interiores LED para reducir el consumo de energía. Un panel solar opcional montado en el techo hace funcionar una bomba de calor durante el día. Esto mantiene el interior cómodo y reduce el tamaño del sistema de acondicionamiento de aire. Los asientos se pueden calentar o enfriar con aire forzado, tanto por razones de comodidad como de eficiencia. El único inconveniente respecto al confort de marcha del vehículo es que la suspensión se describió como "dura".
La radio, el reproductor de CD / DVD / MP3 y la navegación GPS se integraron en un ordenador de a bordo con pantalla táctil en la consola, basada en el proyecto Moblin de Wind River Systems, pero el climatizador usaba controles mecánicos. También tenía encendido sin llave basado en RFID y puertas de ala de mariposa.
Para reducir la huella ecológica de la construcción, se utilizaron materiales reciclados EcoSpun y tintes orgánicos para los asientos y la moqueta. El tablero y los paneles de las puertas estaban libres de metales pesados y plastificantes. Aptera también planteó tapicerías de cuero sintético o de cuero como opciones.